# Liste der Naturdenkmale in Langenbrettach
| Naturdenkmale | Anzahl |
| ------------- | ------ |
| FND           | 4      |
| END           | 7      |
| Gesamt        | 11     |

Die Liste der Naturdenkmale in Langenbrettach nennt die verordneten Naturdenkmale (ND) der im baden-württembergischen Landkreis Heilbronn liegenden Gemeinde Langenbrettach. In Langenbrettach gibt es insgesamt elf als Naturdenkmal geschützte Objekte, davon vier flächenhafte Naturdenkmale (FND) und sieben Einzelgebilde-Naturdenkmale (END).
Stand: 1. November 2016.

## Flächenhafte Naturdenkmale (FND)
| Name                          | Bild | Kennung     | Einzelheiten   | Position | Fläche Hektar | Datum         |
| ----------------------------- | ---- | ----------- | -------------- | -------- | ------------- | ------------- |
| Feuchtgebiet „Gereut-Egerten“ | BW   | 81251130011 | Langenbrettach | ⊙        | 0,5           | 18. Juli 1986 |
| Feuchtgebiet „Saichsee“       | BW   | 81251130008 | Langenbrettach | ⊙        | 0,5           | 18. Juli 1986 |
| Jägerbrünnle mit Feuchtwiese  | BW   | 81251130004 | Langenbrettach | ⊙        | 0,1           | 18. Juli 1986 |
| Steppenheidewald „Weinstock“  | BW   | 81251130003 | Langenbrettach | ⊙        | 3,0           | 18. Juli 1986 |
| Legende für Naturdenkmal      |      |             |                |          |               |               |

## Einzelgebilde (END)
| Name                             | Bild | Kennung     | Einzelheiten                                                             | Position | Fläche Hektar | Datum         |
| -------------------------------- | ---- | ----------- | ------------------------------------------------------------------------ | -------- | ------------- | ------------- |
| 1 Blutbuche                      |      | 81251130005 | Langenbrettach, Brettach auf dem Friedhof                                | ⊙        | 0,0           | 18. Juli 1986 |
| 1 Eiche, sog. „Bismarckeiche“    | BW   | 81251130009 | Langenbrettach Im Wald beim Siebeneicher Weg                             | ⊙        | 0,0           | 18. Juli 1986 |
| 1 Linde sog. „Hungerlinde“       |      | 81251130006 | Langenbrettach, Langenbeutingen Geleitede Tanzlinde am „Unteren Kirchle“ | ⊙        | 0,0           | 18. Juli 1986 |
| 1 Rosskastanie                   | BW   | 81251130007 | Langenbrettach, Neudeck nordwestlicher Ortsrand                          | ⊙        | 0,0           | 18. Juli 1986 |
| 1 Speierling                     | BW   | 81251130002 | Langenbrettach Im Wald westlich von Siebeneich                           | ⊙        | 0,0           | 18. Juli 1986 |
| 2 Eichen, sog. „Zwillingseichen“ | BW   | 81251130001 | Langenbrettach Im Waldgebiet „Kiefertal“, südwestlich von Siebeneich     | ⊙        | 0,0           | 18. Juli 1986 |
| 2 Lebensbäume                    | BW   | 81251130010 | Langenbrettach, Langenbeutingen östlich der Martinskirche                | ⊙        | 0,0           | 18. Juli 1986 |
| Legende für Naturdenkmal         |      |             |                                                                          |          |               |               |